# Demokratur
Demokratur ist ein Schlagwort des politischen Diskurses, ein „Kofferwort“ aus Demokratie und Diktatur. Da die beiden politischen Systeme einander ausschließen, ist es ein Oxymoron.

## Wortherkunft und Bedeutung
Das Deutsche Wörterbuch von Hermann Paul (1846–1921) bezeichnet in der Ausgabe von 1992 Demokratur als jargonale Kreuzung von Demokratie und Diktatur. Der Begriff sei etwa 1950 entstanden. Der amerikanische Journalist und Deutschlandkenner Edwin Hartrich beschrieb ihn 1980 als zynische Reaktion der Nachkriegsdeutschen auf den politischen Widerspruch zwischen dem, was Amerikaner predigen, und dem, was sie tun.
Bereits in der Aussprache zur ersten Regierungserklärung Konrad Adenauers am 22. September 1949 im Deutschen Bundestag hielt der unter dem falschen Namen Franz Richter lebende und erst 1952 enttarnte frühere Nationalsozialist Fritz Rößler, der im Bundestag wiederholt durch rechtsextreme Äußerungen auffiel, es für richtig, die gerade gegründete Bundesrepublik Deutschland als „Demokratur“ zu schmähen. Rößler artikulierte damit ein nicht nur im „rechten Lager“ verbreitetes Misstrauen gegen den neuen, unter alliierter Aufsicht stehenden Staat. Der so bezeichneten „Bonner ‚Demokratur‘“ stand man in rechtsextremen Kreisen genauso ablehnend gegenüber wie der Weimarer Republik, so der Historiker Sebastian Ullrich.
Für den Medienwissenschaftler Bernhard Pörksen ist der Begriff Demokratur ein rechtsextremer Neologismus zur Diskreditierung der Demokratie. Die Intention sei die Diffamierung der Demokratie als „Tarngewand faktischer diktatorischer Machtausübung“. Für den ehemaligen Verfassungsschützer Hans Joachim Schwagerl und dem Kriminalbeamten Rolf Walther zählte den Begriff Demokratur zu den antidemokratischen Parolen von Anhängern des Rechtsradikalismus, mittels dem man die Demokratie herabsetzen wollte.
Eine Wortbildung wie Demokratur wird laut Dieter W. Halwachs in der Linguistik auch Amalgamierung oder Blending genannt. Dies bezeichnet neue Wörter aus Teilen anderer Wörter, wobei diese Teile keine Morpheme sein müssen: „Die Amalgamierung, die Verschmelzung von Wörtern z. T. aufgrund partieller Homonymie und auch unter Ausnützung der Silben- bzw. Morphemgrenzen, wird […] häufig auch im alltäglichen Sprachgebrauch spielerisch verwendet.“ Für den Germanisten Alexander Ziem gehört der Begriff Demokratur zu den „Kontaminationen“, die versteckte Prädikationen enthalten. Hier die versteckte Prädikation „(Diese) Demokratie ist (wie) eine Diktatur“.
Abgrenzend beschrieben wird die Demokratur als „Staatsform, die sich von einer Demokratie zu einer Quasi-Diktatur entwickelt hat“ und sich durch ein Demokratiedefizit auszeichnet. Sie entspricht in diesem Sinne einer Scheindemokratie.

## Verwendung

### Im deutschsprachigen Raum
- In der Wochenzeitung Die Zeit wurde der Begriff in einem Artikel vom 6. April 1950 erwähnt: „In Bonn geht das Witzwort um, der neue deutsche Staat sei eine ‚totale Demokratur‘.“[13]
- Das Nachrichtenmagazin Der Spiegel verwendete den Begriff in der Ausgabe vom 23. November 1955. Es wurde über den Umgang der Bonner Kriminalpolizei mit der „gängigen Floskel“ berichtet.[14]
- Der Schwandorfer Landrat Hans Schuierer, der die Genehmigung der Wiederaufarbeitungsanlage Wackersdorf blockierte, sprach 1985 von der „Ein-Mann-Demokratur Strauß’scher Prägung“ und „CSU-Demokratur“.[15] Um die Blockade zu umgehen, wurde die Lex Schuierer beschlossen.[16]
- „Jene Neubildung zur Bezeichnung der Adenauerschen Regierungsform, die Kontamination aus Demokratie und Diktatur, die Demokratur ist eine Mainzer Karnevalsbildung von 1951“, behauptete 1971 der Münchner Philologe Werner Betz.[17]
- „Wünschenswert ist für RechtsextremistInnen ein starker, autoritärer Staat […] [z]udem wird die Demokratie nicht nur kritisiert, sondern auch durch spöttische Bezeichnungen wie ‚Ersatzdemokratie‘, ‚Demokratur‘ oder ‚Demokrötie‘ verunglimpft'“ (Marion Stangl).[18]
- „Also es war keine Diktatur, es war eine Diktatrie, und was wir jetzt haben, ist eine Demokratur, was im Prinzip auf dasselbe hinausläuft.“ (Peter Brasch 2012 über den Umgang mit Kulturschaffenden in der DDR und nach der Wiedervereinigung)[19]
- „Um diese innenpolitische Praxis adäquat zu beschreiben, muß der Begriff ‚Postdemokratie‘ weiterentwickelt und durch ‚Demokratur‘ ersetzt werden. Er bezeichnet eine staatliche Praxis, die den Bezug zum Demos innerlich aufgegeben hat, ihm die Selbstbestimmung verweigert und unter Beibehalt demokratischer Äußerlichkeiten sukzessive eine autoritäre bis diktatorische Politik etabliert.“ „Junge Freiheit“ am 6. August 2016 zum politischen System in Deutschland 2016.

### Außerhalb des deutschsprachigen Raums
- „Insgesamt gesehen schafft die neue Verfassung nicht nur die Demokratie ab, sondern auch die Prinzipien, auf denen Mustafa Kemal 1923 die moderne Türkei auf den Ruinen des Osmanischen Reiches errichtete: auf der Laizität, der Trennung von Staat und Kirche. Es entstünde eine islamische Demokratur.“ (Historiker Nicolas Baverez zum Verfassungsreferendum von 2017 nach dem vereitelten Putschversuch in der Türkei 2016)[20].
- In den Ländern des postsowjetischen Raums verwendete der Politikwissenschaftler Georgi Satarow konsequent das Wort «демократура» (Demokratura), um die aktuelle politische Situation zu beschreiben: Ein Artikel mit diesem Titel, der die „Sackgasse der autoritären Modernisierung“ (russisch «тупик авторитарной модернизации») in Russland beschreibt, wurde von ihm am 25. Oktober 2004 in der Nowaja gaseta veröffentlicht.[21] Im selben Jahr wurde unter diesem Titel eine Sammlung von Artikeln von Satarow veröffentlicht. Laut Fjodor Burlazki ist „Demokratur nicht ausschließlich ein russisches Phänomen. Es ist in vielen Ländern entstanden und ausgestorben, in denen radikale Reformen durchgeführt wurden – in Argentinien und Brasilien, in Südkorea und Taiwan. Gleichzeitig,“ so Burlatsky, „scheint die Demokratur in der Seele eines Russen zu reifen, da er gerade deshalb an die Macht kommt, weil er selbst nicht frei ist“.[22]
- Im Westen wurde der Begriff vom kanadischen Politikwissenschaftler Michel Roche auf die Realitäten des modernen Russlands übertragen. Er veröffentlichte den Artikel „Die Demokratur Wladimir Putins“ (französisch „La démocrature de Vladimir Poutine“) in der Montrealer Zeitung „La Presse“ (12. März 2004).[23] Der Artikel des schottischen Journalisten Neal Ascherson in London Review of Books (6. Januar 2005),[24] in dem Optionen für die Demokratur in den Ländern der ehemaligen Sowjetunion und die Aussichten für den Übergang von Demokratie zu Demokratur in der Ukraine erörtert wurden, hatte eine große internationale Resonanz. Ascherson nennt es ‚Demokratura‘, die den entlehnten, nicht englischen Charakter des Wortes verdeutlicht. 2006 erschien ein Buch mit dem Titel Putins Demokratur des deutschen Journalisten Boris Reitschuster.[25] Neal Ascherson schreibt darin:[26]

„Die meisten dieser Länder sind demokratisch angelegt: Verfassungen, Parlamente, eine formal unabhängige Justiz, regelmäßige Wahlen, Garantien des freien Willens und der Versammlungsfreiheit. In der Praxis werden alle diese Institutionen im Namen der Wahrung der Privilegien der postkommunistischen Elite manipuliert. In einigen Demokratien wie in Asien sind Manipulationen umfassend und unverschämt. In anderen Ländern wie der Ukraine oder Russland werden Wahlfälschungen und die Anwendung staatlicher Gewalt gegen politische Herausforderungen in der Regel mit einer gewissen Bedeckung verfolgt. Die Hauptsache ist, diese Bande an der Macht zu halten und gleichzeitig die Menschen und die Außenwelt davon zu überzeugen, dass der politische Prozess, wenn auch in grober Form, den Willen der Bevölkerung widerspiegelt.“
- Spätestens seit der Verfassungsreform 2011 und anschließenden Wahlreformen in Ungarn werden die Regierungen Orbáns medial vielfach als Demokratur bezeichnet. Als Grund werden etwa die erfolgten Einschränkungen der Presse- und Wissenschaftsfreiheit und erhöhte Hürden für die Verschiebung politischer Mehrheitsverhältnisse genannt.[27][28][29]

## Einzelbelege
1. ↑  Deutsches Wörterbuch (9., vollständig neu bearbeitete Auflage von Helmut Henne und Georg Objartel unter Mitarbeit von Heidrun Kämper-Jensen)
2. ↑  Deutsches Wörterbuch, Walter de Gruyter, Berlin/Boston 1992, S. 167.
3. ↑  Edwin Hartrich, The Fourth and Richest Reich, Macmillan, London 1980, S. 90.
4. ↑  Plenarprotokoll 22. September 1949, S. 80 (C) und (D)
5. ↑  Shida Kiani: Wiedererfindung der Nation nach dem Nationalsozialismus? Konfliktlinien und Positionen in der westdeutschen Nachkriegspolitik, Springer, Wiesbaden 2013, S. 281.
6. ↑  Armin Burkhardt, Kornelia Pape: Sprache des deutschen Parlamentarismus: Studien zu 150 Jahren parlamentarischer Kommunikation, Springer, Wiesbaden 2013, S. 205.
7. ↑  Sebastian Ullrich, Der Weimar-Komplex. Das Scheitern der ersten deutschen Demokratie und die politische Kultur der frühen Bundesrepublik, 1945–1959, Wallstein, Göttingen 2009, S. 380.
8. ↑  Bernhard Pörksen: Die Konstruktion von Feindbildern: Zum Sprachgebrauch in neonazistischen Medien, Springer, Wiesbaden 2005, S. 209/210.
9. ↑  Hans Joachim Schwagerl, Rolf Walther, Der Schutz der Verfassung. Ein Handbuch für Theorie und Praxis, Heymanns, Hürth 1968, S. 112.
10. ↑  Dieter W. Halwachs: „Am Anfang war das Wortspiel.“ In: Festschrift für Karl Sornig zum 66. Geburtstag. Grazer Linguistische Studien 11 (1994), S. 55 ff., 77, 80
11. ↑  Alexander Ziem, Frames und sprachliches Wissen: Kognitive Aspekte der semantischen Kompetenz, Walter de Gruyter, Berlin/Boston 2008, S. 332.
12. ↑  Hans-Georg Müller: Adleraug und Luchsenohr. Deutsche Zwillingsformeln und ihr Gebrauch. Peter Lang, 2009, ISBN 3-631-59764-9, ISBN 978-3-631-59764-4; S. 24 books.google
13. ↑  Ernst Friedlaender (Publizist): Kinderkrankheiten unserer Außenpolitik, Die Zeit vom 6. April 1950
14. ↑  Der SPIEGEL 48 vom 23. November 1955, S. 16.
15. ↑  Martyrium fortsetzen. In: Spiegel Online. 2. April 1989, abgerufen am 27. Januar 2024.
16. ↑  Auch eine Diktatur – Der Streit um die geplante Wiederaufarbeitungsanlage in Wackersdorf beschäftigt die höchsten Gerichte Bayerns und der Bundesrepublik. In: Der Spiegel vom 4. November 1985.
17. ↑  Werner Betz: Humor in Goethes Landschaft und Goethes letzte Worte. In: Sprache und Bekenntnis: Hermann Kunisch zum 70. Geburtstag, S. 105, books.google.de
18. ↑  Hans Joachim Schwagerl: Rechtsextremes Denken. Merkmale und Methoden. Fischer-Taschenbuch-Verlag, Frankfurt am Main, 1993, S. 24.
19. ↑  Peter Brasch in F.-B. Habel: „Der musealen Ungenauigkeit begegnen.“ Das Blättchen, Sonderausgabe; 22. Oktober 2012.
20. ↑  Nicolas Baverez: Letter from Europe: Auf dem Weg in die Demokratur. In: Die Welt. 6. März 2017 (welt.de [abgerufen am 12. Oktober 2018]).
21. ↑  
Georgi Satarow: Демократура (Demokratur). "Samaratoday" („Самара Cегодня“), Nowaja gaseta, № 79, 25. Oktober 2004, abgerufen am 8. August 2019 (russisch).
22. ↑  
Ф. Бурлацкий (F. Burlatsky) «Михаил Горбачев — Борис Ельцин: схватка» (Michail Gorbatschow – Boris Jelzin: die Schlacht); Sammlung, 2008, S. 213 (russisch)
23. ↑  
Michel Roche: La démocrature de Vladimir Poutine. La Presse, 12. März 2004, abgerufen am 8. August 2019 (französisch).
24. ↑  
Neal Ascherson: Is this to be the story? London Review of Books, Vol. 27 No. 1, S. 13–16, abgerufen am 8. August 2019 (englisch).
25. ↑  
Boris Reitschuster: Putins Demokratur. Ein Machtmensch und sein System. Ullstein Taschenbuchverlag ISBN 978-3-8437-1000-8, 22. Mai 2014, abgerufen am 8. August 2019.
26. ↑  
Дмитрий Воскобойников (Dmitri Woskoboinikow), Нашим читателям (Naschim Tschitateljam): «Европа» (Europa). Журнал Европейского союза, № 47 (European Union Journal, Nr. 47), Februar 2008, abgerufen am 8. August 2019 (russisch).
27. ↑  András Buck: Buslinie Sehnsucht: Die Demokratur in Ungarn. In: Blätter für deutsche und internationale Politik. November 2013, abgerufen am 24. März 2025.
28. ↑  András Bozóki, Dániel Hegedűs: Hybridregime unter externer Kontrolle. Zum Charakter der ungarischen Politik. In: Zeitschrift Osteuropa. März 2018, abgerufen am 24. März 2025 (deutsch).
29. ↑  Viktor Orbans Putsch von oben. In: Frankfurter Rundschau. 8. Januar 2019, abgerufen am 24. März 2025.